# Gouvernement Cherson

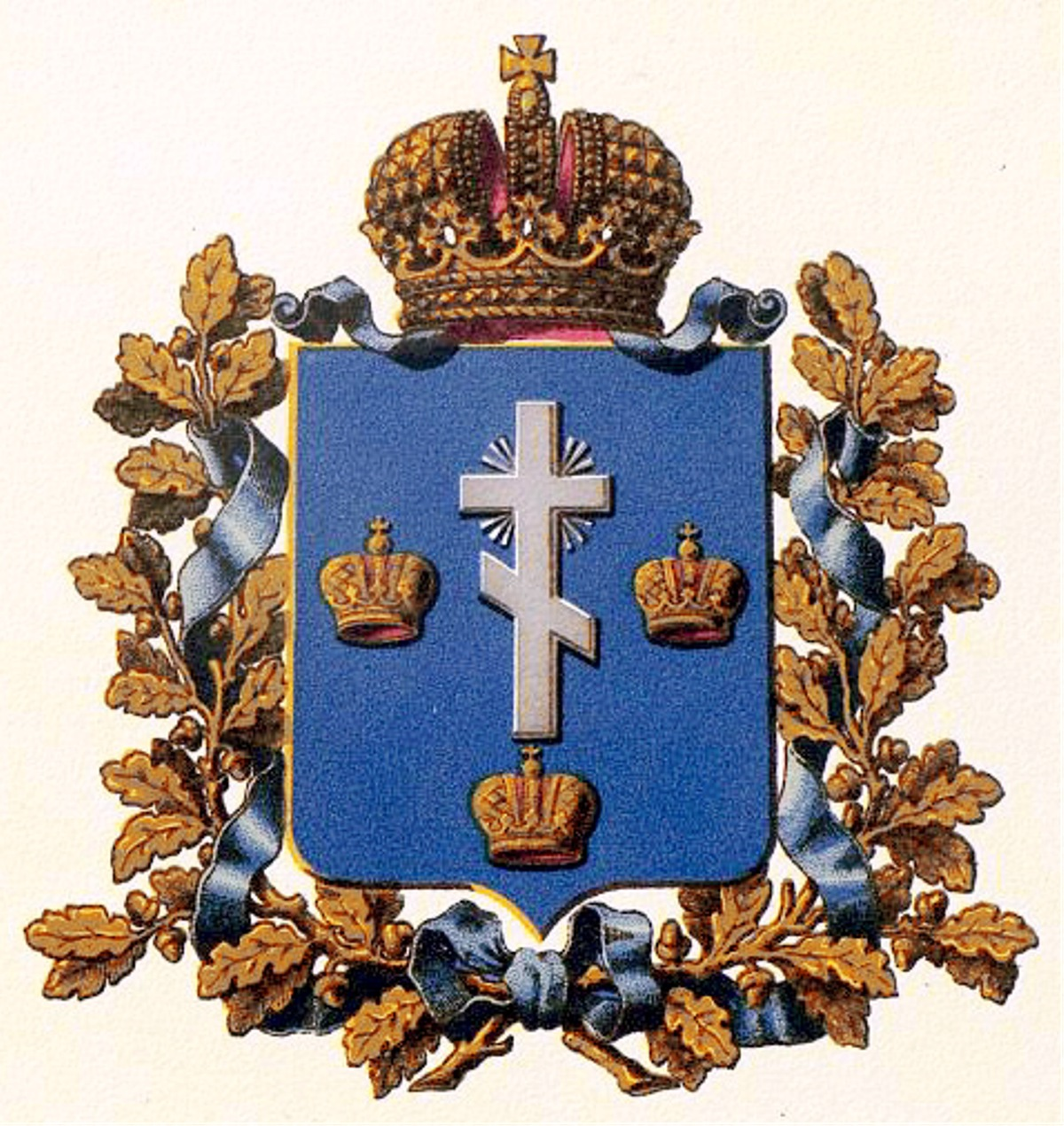
Wappen

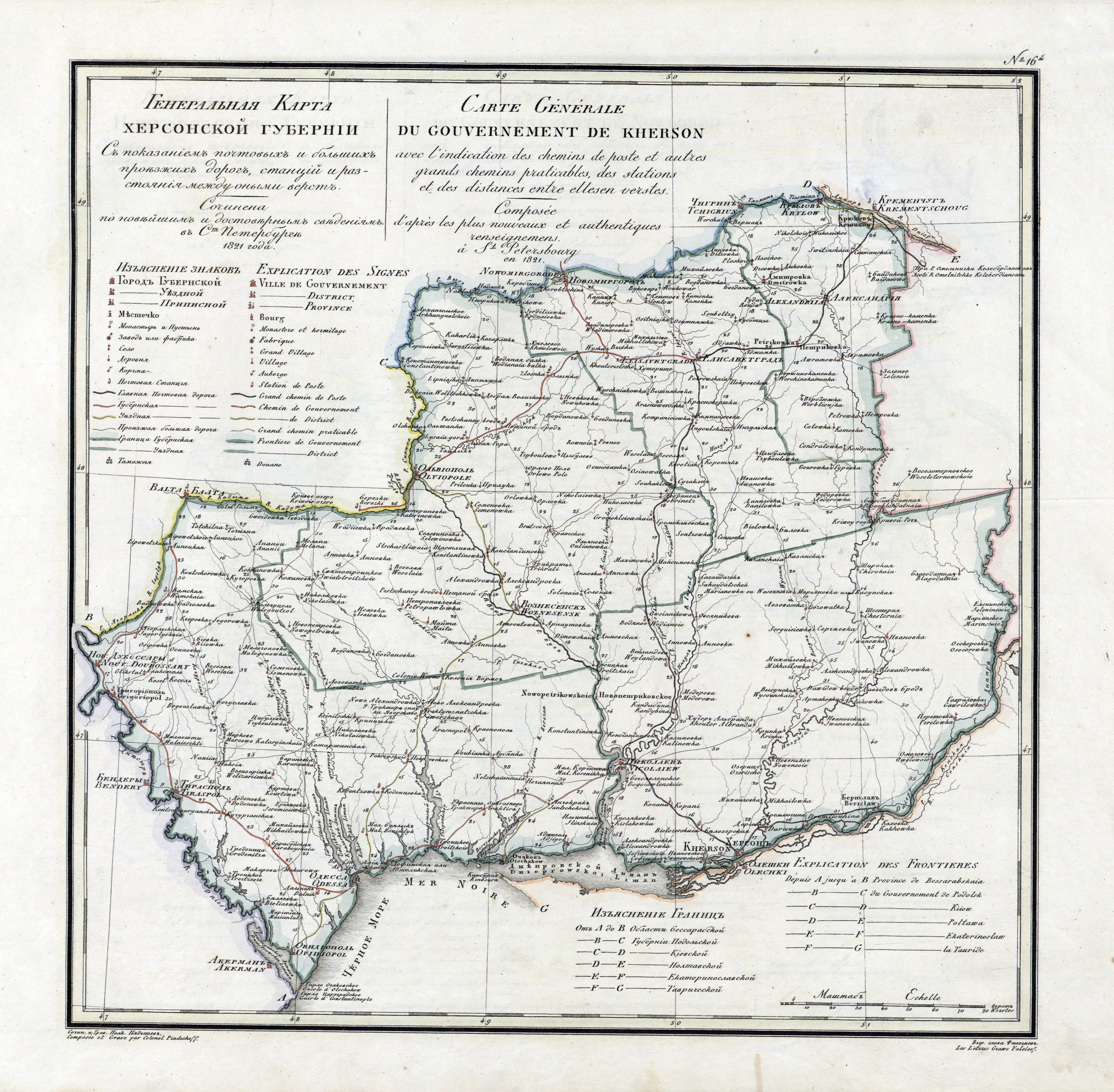
Karte von 1821 (Russisch-Französisch)

Das Gouvernement Cherson (russisch Херсонская губерния/Chersonskaja gubernija) war eine Verwaltungseinheit im südwestlichen Teil des Russischen Reiches am Schwarzen Meer zwischen den Mündungen von Dnestr und Dnepr gelegen. Heute gehört diese Gegend größtenteils zur Ukraine, ein kleinerer Teil bildet heute die Republik Transnistrien (Moldau).
Es grenzte (von Norden im Uhrzeigersinn) an Poltawa, Jekaterinoslaw, Taurien, Bessarabien, Podolien und Kiew.
Es hatte eine Fläche von 71,284 km², Hauptstadt war Cherson.
Eingeteilt war das Gouvernement in sechs Ujesdy (Kreise):
- Ujesd Alexandrija (ukr. Oleksandrija)
- Ananjew (ukr. Ananjiw)
- Cherson
- Jelisawetgrad (heute Kropywnyzkyj)
- Odessa
- Tiraspol

Die Städte Odessa und Nikolajew (ukr. Mykolajiw) hatten einen Sonderstatus.
Das Gouvernement wurde 1802 im Kolonisationsgebiet Neurussland gegründet. Die Hauptstadt war ursprünglich in Nikolajew und das Gebiet wurde Gouvernement Nikolajew genannt. Nach der Verlegung der Hauptstadt 1803 wurde es entsprechend umbenannt. 1920 wurde es in mehrere Gouvernements aufgeteilt.

## Statistik
Im Jahr 1897 hatte das Gouvernement 2.733.612 Einwohner. Bedingt durch seine Geschichte als Kolonisationsgebiet war die ethnische Zusammensetzung des Gouvernements besonders bunt. Von den Einwohnern waren 1.462.039 Kleinrussen (Ukrainer), 575.375 Russen, 322.537 Juden, 147.218 Rumänen bzw. Moldauer, 123.453 Schwarzmeerdeutsche, 30.894 Polen, 25.685 Bulgaren, 22.958 Weißrussen sowie in kleinerer Zahl Griechen, Armenier und Tataren.
Haupterwerbszweig war der Ackerbau; vom Gesamtareal kamen 49 % auf Ackerland, 45,1 % auf Wiesen und Weiden, nur 1,9 % auf Waldungen und 4 % auf unproduktives Land. Gebaut wurden sämtliche Getreidearten, insbes. Weizen, Mais, Hirse, auch Zuckerrüben (1901: 197.420 Tonnen) und Tabak (jährlich ca. 20.000 Pud). Die Gartenkultur war bedeutend. An Fruchtbäumen gab es Pfirsich-, Aprikosen-, Kirsch-, Pflaumen- und Maulbeerbäume, auch wurde viel Wein gezogen. Sehr beträchtlich war die Viehzucht; man zählte 1891: 493.000 Pferde, 794.000 Rinder, 1.324.000 Schafe und 254.000 Schweine. Besonders in Beziehung auf veredelte Schafe war das Gouvernement die Pflanzschule für das russische Reich. Der Fischfang im Schwarzen Meer und in den Limanen sowie in den großen Strömen des Landes war recht bedeutend (allein gegen 10 Millionen Heringe). An Mineralien wurde etwas Eisen (1897: 446.238 Zentner), Salz (481.373 Zentner) und Kaolin (24.404 Zentner) gewonnen. Die Industrie machte in dem durch die Nähe des Meeres, gute Wasserstraßen und Eisenbahnen begünstigten Lande schnelle Fortschritte, war aber auf die Odessa und Nikolajew beschränkt. Außerhalb der Städte konzentrierte sich die gewerbliche Tätigkeit auf Branntweinbrennerei, Mehlproduktion und Zuckersiederei. Der Handel war bedeutend. Große Geschäfte wurden besonders in Wolle, Fellen, Getreide, Mehl und Vieh gemacht.